# الحضن (المحويت)
الحضن هي إحدى قرى الجمهورية اليمنية. وهي تتبع جغرافيًا لمحافظة المحويت. وإداريًا لمديرية الخبت. يبلغ تعداد سكانها 1657 نسمة حسب الإحصاء الذي جرى عام 2004.